# Kanton Villeneuve-Saint-Georges
Kanton Villeneuve-Saint-Georges is een kanton van het Franse departement Val-de-Marne. Kanton Villeneuve-Saint-Georges maakt deel uit van de arrondissementen Créteil en L'Haÿ-les-Roses en telt 54 663 inwoners (2017).

## Gemeenten
Het kanton Villeneuve-Saint-Georges omvatte tot 2014 enkel een deel van de  gemeente Villeneuve-Saint-Georges.
Na de herindeling van de kantons bij decreet van 17 februari 2014, met uitwerking in maart 2015, omvat het kanton de volgende gemeenten :
- Limeil-Brévannes
- Valenton
- Villeneuve-Saint-Georges (hoofdplaats) (oostelijk deel)